# Wayne D. Overholser
Wayne D. Overholser (* 4. September 1906 in Pomeroy, Washington; † 27. August 1996 in Boulder, Colorado) war ein US-amerikanischer Westernautor.

## Leben und Wirken
Overholser veröffentlichte seine Werke nicht nur unter seinem eigenen Namen, sondern auch unter den Vornamen seiner drei Söhne, für welche er die Pseudonyme John S. Daniels, Dan J. Stevens und Joseph Wayne verwendete.
Etliche seiner Bücher wurden verfilmt und die meisten wurden auch ins Deutsche übersetzt und zumeist in der mittlerweile klassisch gewordenen Western-Reihe des Heyne Verlags, München, veröffentlicht. Sein in Deutschland wohl bekanntestes Werk ist „Deputy im Kreuzfeuer“ (The Lone Deputy), es erschien bei mehreren Verlagen, z. B. bei Xenos und in mehreren Auflagen über viele Jahre hinweg bei Heyne. Overholsers zahlreiche Bücher werden augenblicklich in Deutschland nicht verlegt und sind nur antiquarisch zu bekommen.

## Ehrungen
- 1953 Spur Award[1] für den Roman Lawman[2]
- 1954 Spur Award für den Roman The violent Land
- 1969 Spur Award für den Roman The Meeker Massacre für den Besten Jugendroman, gemeinsam mit Lewis B. Patten

## Werke (Auswahl)

### Als Wayne D. Overholser
Erzählungen
- Bill Pronzini, Martin H. Greenberg (Hrsg.): The best western stories of Wayne D. Overholser. University Press, Carbondale, Ill. 1984, ISBN 0-8093-1145-3.

Romane
- Buckaroo's Code. 1947.
  - deutsch: Der Gejagte. Heyne, München 1981 (früher Drei Atemzüge vor dem Sterben, 1972)[3]
- West of the Rimrock. 1949.
  - deutsch: Im Westen des Rimrock. AWA-Verlag, München 1953.[3]
  - deutsch: Die Hölle von Paradise Valley. Ullstein, Frankfurt/M. 1976[4]
- Draw or drag. 1950.
  - deutsch: Dan bleibt im Sattel. Heyne, München 1980[3]
- Steel to the South. 1953.
  - deutsch: Stahl nach Süden. AWA-Verlag, München 1955[3]
  - deutsch: Das Recht des Stärkeren. Heyne, München 1966[4]
- Fabulous gunman. 1954.
  - deutsch: Der Revolvermann. AWA-Verlag, München 1954[3]
  - deutsch: Ein Kämpfer. Ullstein, Frankfurt/M. 1976[4]
- The lone Deputy. 1960.
  - deutsch: Mann des Gesetzes. Widukind-Verlag, Balve i.W. 1956[5]
  - deutsch: Deputy im Kreuzfeuer. Heyne, München 1971[4]
- North to Dead Wood. 
  - deutsch: Dakota Jones. Heyne, München 1968[6]
- The Man from Yesterday. 
  - deutsch: Das Tal der Pioniere. Heyne, München 1969[4]
- Long trail north. 
  - deutsch: Der lange Weg der Rache. Heyne, München 1973[7]
- The Noose. 
  - deutsch: Den Kopf in der Schlinge. Heyne, München 1973[8]
- Cast a long shadow. 
  - deutsch: Tal der tausend Rinder. Heyne, München 1963[3]
- Standoff at the river. 
  - deutsch: Fluß ohne Wiederkehr. Heyne, München 1965[9]
- Red is the valley. 
  - deutsch: Steh auf und kämpfe. Heyne, München 1982[10]
- Valley of guns. 
  - deutsch: Reiter im Tal. AWA-Verlag, München 1954[3]
- The violent land.
  - deutsch: Weidekrieg. Heyne, München 1964[8]
- A gun for Johnny Deere. 1964.
  - deutsch: Ein Revolver für Johnny Deere. Heyne, München 1964[11]
- Tough hand.
  - deutsch: Gesetz des Stärkeren. Heyne, München 1964[11]
- Desperate man.
  - deutsch: Sheriff ohne Stern. Heyne, München 1971[11]

### Als John S. Daniels
- The nester. 1954.
  - deutsch: Der Nester. AWA-Verlag, München 1954[3]

### Als Joseph Wayne
- The snake stomper. 1951.
  - deutsch: Die andere Seite. AWA-Verlag, München 1955[3]

### Als Lee Leighton
- Lawman. 1953.
  - deutsch: Am Ende des Galgens. Heyne, München 1966[12]
  - deutsch: Befehl des Gesetzes. AWA-Verlag, München 1957 (früher Wer den Stern trägt, 1956)[3]
- Beyond the Pass. 1956.
  - deutsch: Der Kopfgeldjäger. AWA-Verlag, München 1956[3]
- Big Ugly. 
  - deutsch: Der Mann ohne Furcht. Heyne, München 1974[13]
- Hanging at Pulpit Rock. 1967.
  - deutsch: Der Henker von Pulpit Rock. Heyne. München 1968[9]
- You’ll never hang me. 1971.
  - deutsch: Vom Galgen führt kein Weg zurück. Heyne, München 1973[14]
- Cassidy. 1944.
  - deutsch: Der Junge mit den schnellen Colts. Heyne, München 1974[8]
- Tomahawk. 
  - deutsch: Kampf um die Tomahawk-Ranch. Heyne, München 1973[4]
- The Man with the Stigma. 
  - deutsch: Der Mann mit dem Brandmal. Xenos, Hamburg 1978.

## Verfilmungen
- Noch heute sollst du hängen (Originaltitel: Star in the Dust), USA 1956 (nach dem Roman Lawman)
- Kampf ohne Gnade (Originaltitel: Cast a Long Shadow), USA 1959 (nach dem Roman Cast a Long Shadow)